# Ładzyń Nowy
Ładzyń Nowy – dawniej samodzielna wieś w Polsce, obecnie w granicach wsi Ładzyń w województwie mazowieckim, w aglomeracji warszawskiej, w powiecie mińskim, w gminie Stanisławów. 
Miejscowość to obecnie części Ładzynia, ul. Akacjowej.
W latach 1867–1939 w gminie Ładzyń. 20 października 1933 w woj. warszawskim utworzono gromadę Ładzyń Nowy w granicach gminy Ładzyń, składającą się z kolonii Ładzyń i kolonii Halinów A. W latach 1939–1954 w gminie Stanisławów w powiecie mińskim.
Podczas II wojny światowej w Generalnym Gubernatorstwie, w dystrykcie warszawskim. W 1943 gromada Ładzyń Nowy liczyła 249 mieszkańców.
W związku z reorganizacją administracji wiejskiej jesienią 1954, Ładzyń Nowy wszedł w skład nowej gromady Ładzyń.